# Robert Gerbaud
Robert Gerbaud, né le 24 juillet 1893 à Paris et mort le 10 octobre 1977 à Saint-Gaudens, est un coureur cycliste français, en activité de 1919 à 1929,.

## Biographie
Robert Gerbaud est mobilisé pendant la Première Guerre mondiale.

## Distinctions
- Croix de guerre 1914-1918[4]

## Palmarès
- 1919
  - 2e de Paris-Dijon
  - 2e de Paris-Nancy
- 1920
  - 7e de Paris-Roubaix
- 1922
  - Circuit du Cantal
  - 2e du Circuit des Charentes
- 1923
  - 2e de Paris-Lyon ou G.P Sporting (avec Marcel Godard)
- 1924
  - Paris-Bourganeuf
  - 6e de Paris-Roubaix
- 1925
  - Paris-Angers
- 1926
  - 3e du Circuit du Bourbonnais
- 1928
  - 3e de Paris-Bourganeuf

## Résultats sur le Tour de France
3 participations
- 1920 : abandon à la 4e étape
- 1921 : abandon à la 3e étape
- 1923 : abandon à la 3e étape